# Theo Hanrath

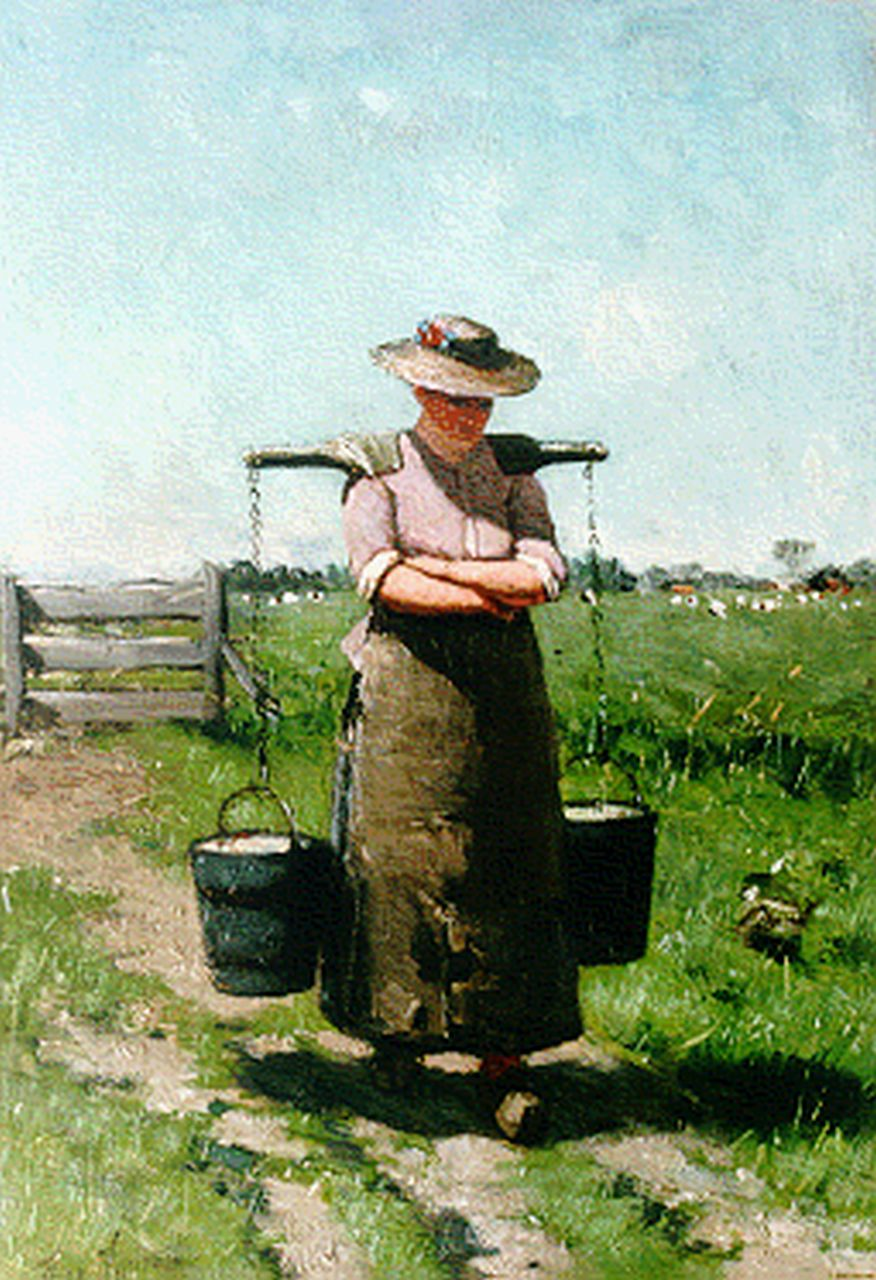
De melkmeid, ca. 1880

Theodorus (Theo) Hanrath (Amsterdam, 22 september 1853 - aldaar, 10 september 1883) was een Nederlands kunstschilder.

## Leven en werk
Hanrath was van 1865 tot 1870 als kunstschilder in de leer bij de Amsterdamse genre- en portretschilder Johannes Hendrik Veldhuijzen. Deze zou van bepalende invloed op zijn vroege werk zijn. In 1878 volgde Hanrath een wintercursus aan de Koninklijke Academie voor Schone Kunsten van Antwerpen, waar hij samen met zijn vriend Hein Kever studeerde onder Karel Verlat. Daarna vestigde hij zich weer in Amsterdam. Hij specialiseerde zich in het schilderen van stillevens, landschappen en genrevoorstellingen, vaak van boerenmeisjes aan het werk.
Hanrath overleed in 1883, nog geen dertig jaar oud, en werd begraven op de Oude Oosterbegraafplaats in Amsterdam. Zijn schilderij De schilder George Jan Hendrik Poggenbeek in zijn atelier bevindt zich in de collectie van het Rijksmuseum Amsterdam. Rond 1870 had Hanrath Poggenbeek overgehaald om zich aan de schilderkunst te wijden en in de leer te gaan bij Veldhuijzen.